# Seurbi
Seurbi, poznati i kao Serbi, Sorbi ili Sirbi (lat. Sevrbi), narod su koji je živeo na severu današnjeg Portugala, izmežu reka Savado i Minjo. U današnjem Portugalu postoji grad sa ovim imenom.
Pominju se u periodu 2. veka pre nove ere, ali nema jasnih podataka o njihovom dolasku na Pirinejsko poluostrvo. Pripadali su Luzitancima, delu plemena Indoevropskog porekla na Iberiji. Pominju se međutim pod nekoliko imena, pa ih tako nalazimo kao Seurri prema Ptolomeju, Sorbi u gramatici austrijskog jezika, Strabon ih opisuje u borbi sa Rimljanima, dajući im ime Sirbi, dok su kod Plinija to Seurbi, ali se jasno odnosilo na isti narod, s obzirom na geografske i druge podatke koje su ostavljali.
Prema Pliniju, bili su pod uticajem kulture Kelta, ali su drugog porekla. Genetička istraživanja potvrđuju ta kretanja naroda sa istoka i juga na Pirinejsko poluostvo, među kojima su najverovatnije bili i Seurbi. 